# Laophonte faxi
Laophonte faxi är en kräftdjursart. Laophonte faxi ingår i släktet Laophonte och familjen Laophontidae. Inga underarter finns listade i Catalogue of Life.